# Monte Rücker
Monte Rücker (in inglese Mount Rücker) è una montagna della catena Royal Society nella terra della regina Victoria in Antartide. Localizzata ad una latitudine di 78° 11' S e ad una longitudine di 162° 32' E tra i monti Hooker e Huggins, raggiunge i 3 432 metri.
È stata scoperta durante la spedizione Discovery (1901-04) sotto il comando di Robert Falcon Scott ed intitolata ad Arthur Rucker, segretario della Royal Society.